# Duivendrecht
Duivendrecht est un village de la commune néerlandaise d'Ouder-Amstel, dans la province de la Hollande-Septentrionale. En 2009, le village comptait environ 5 000 habitants. Il est tristement connu pour l'accident ferroviaire de Duivendrecht, qui est survenu le 30 mai 1971.